# کازواکی ماواتاری
کازواکی ماواتاری (انگلیسی: Kazuaki Mawatari؛ زادهٔ ۲۳ ژوئن ۱۹۹۱) بازیکن فوتبال اهل ژاپن است.